# Adina Howard
Adina Howard (Grand Rapids, Michigan, 14 november 1973) is een Amerikaanse zangeres en tekstschrijver.
Howard werd midden jaren 1990 bekend met haar debuutalbum Do You Wanna Ride? en haar debuutsingle Freak Like Me. Enkele van haar kleinere hits zijn What's Love Got to Do with It (met Warren G), (Freak) And U Know It, Nasty Grind, Freaks (met Play-N-Skillz en Krayzie Bone) en T-Shirt & Panties (met Jamie Foxx).

## Discografie
- Do You Wanna Ride? (1995)
- The Second Coming (2005)
- Private Show (2007)
- Resurrection (2017)
- Welcome to Fantasy Island (2021)